# 辽宁省司法厅
辽宁省司法厅是辽宁省人民政府的组成部门。它是主管辽宁省司法行政工作的省级司法行政机关。辽宁省司法厅成立於1954年8月1日。一度於1957年11月撤銷。